# Mathoris magica
Mathoris magica är en fjärilsart som beskrevs av M.Gaede 1917. Mathoris magica ingår i släktet Mathoris och familjen Thyrididae. Inga underarter finns listade i Catalogue of Life.